# کارتوش (هیروگلیف)

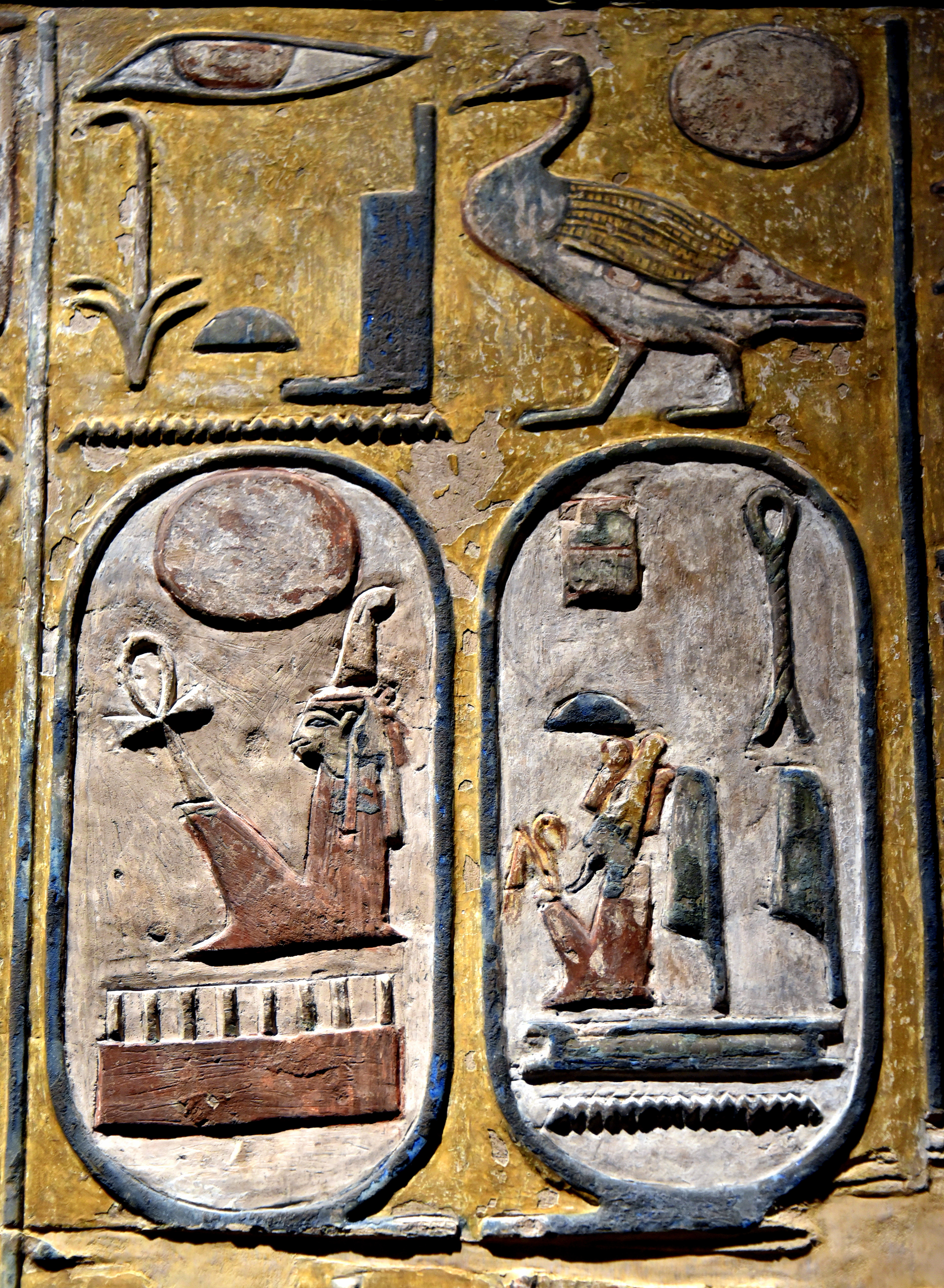
کارتوش‌های تولد و تاج و تخت فرعون ستی اول، در دره پادشاهان، مصر. موزه نو، برلین

در هیروگلیف‌های مصری، کارتوش ‎/kɑːrˈtuːʃ/‎ طرحی بیضی شکل است که یکی از انتهاهای آن خطی مماس بر بیضی کشیده شده است و نشانگر آن است که متن محصور شده نامی سلطنتی است. نخستین نمونه‌های کارتوش مربوط به فراعنه در پایان دودمان سوم مصر است، اما این ویژگی تا شروع دودمان چهارم در زمان فرعون سنفرو مورد استفاده عمومی قرار نگرفت. در حالی که کارتوش‌ها معمولاً عمودی با یک خط افقی هستند، اگر نام به صورت افقی بهتر در آن جا می‌گرفت، می‌توانست افقی هم باشد، با یک خط عمودی که در انتهای آن قرار گرفته (در جهت خواندن). کلمه مصری باستان برای کارتوش، shenu بود. دموتیک کارتوش را به یک جفت براکت و یک خط عمودی کاهش داد.
گاهی تعویذها به شکل کارتوشی که نام یک پادشاه را نشان می‌دادند، در مقبره‌ها قرار می‌گرفتند. باستان شناسان اغلب چنین مواردی را برای قدمت یک مقبره و محتویات آن مهم می‌دانند. کارتوش‌ها اوایل فقط برای فراعنه استفاده می‌شد. بیضی اطراف نام آنها برای محافظت از آنها در برابر ارواح شیطانی در زندگی و پس از مرگ بود. کارتوش به نمادی تبدیل شده است که نشان دهنده خوش شانسی و محافظت از شر است.
اصطلاح «کارتوش» برای اولین بار توسط سربازان فرانسوی به کار رفت. آن‌ها تصور می‌کردند نمادی که روی ویرانه‌های فراعنه ای که با آنها روبرو می‌شوند تکرار می‌شود شبیه یک فشنگ پودر کاغذی اسلحه است (cartouche به زبان فرانسه).
به عنوان یک هیروگلیف، یک کارتوش می‌تواند کلمهٔ مصری را برای «نام» نشان دهد.